# Costanzo Mazzoni
Costanzo Mazzoni (Ascoli Piceno, 4 dicembre 1823 – Roma, 5 febbraio 1885) è stato un chirurgo italiano.

## Biografia
Compiuti gli studi in medicina e chirurgia a Roma si laureò nel 1846 e fece parte alla spedizione di Velletri in qualità di chirurgo capo. Si perfezionò in Francia, guadagnandosi ad honorem il posto di primo coadiutore nella rinomata Clinica della Pitié. Tornato in Italia nonostante la giovane età fu destinato all'unanimità alla direzione dell'Ospedale S. Giovanni di Roma. Operò e insegnò anche nell'Ospedale di San Giacomo degli Incurabili.
Pubblicò scritti di medicina che furono tradotti in varie lingue, guadagnandosi notorietà in tutta Europa. Fu uno dei primi presidenti del Consiglio superiore di sanità, istituito dopo l'unificazione. Nel 1870 fu tra i promotori della fondazione e primo presidente della Società Italiana di Chirurgia.
Nella città di Ascoli Piceno sono a lui intitolati una via del centro storico e l'ospedale, quest'ultimo insieme al nipote Gaetano Mazzoni (Ascoli Piceno, 1854 - Roma, 1922), anch'egli chirurgo.

## Alcuni scritti
- Cinque mesi di clinica chirurgica nella R. Università di Roma, Editore Stabilimento Tipogrefico-del Don Pirloncino, 1873, 147 pagine
- Una visita agli ospedali di Londra nell'estate del 1868 pel dott. C. Mazzoni, Roma, Tipografia romana, pagine 93
- Anno quarto e quinto di clinica chirurgica nella R. Universita di Roma pel professore Costanzo Mazzoni, Roma, 1878, pagine 294
- Anno sesto e settimo di clinica chirurgica nella R. Universita di Roma pel professore Costanzo Mazzoni, Roma, 1881, pagine 247
- Anno ottavo, nono e decimo di clinica chirurgica nella R. Universita di Roma pel professore Costanzo Mazzoni, Roma, Tipografia Mario Armanni, 1884, pagine 384
- Lezioni sulla dottrina fisiologica e patologica fatte nello stabilimento oftalmoiatrico Torlonia dal dott. Costanzo Mazzoni; redatte dal dottor Concetto Fazi, Roma, Tipografia romana C. Bartoli, 1873, 112 pagine
- Sull'uso del bagno nella cura delle malattie veneree: lettera del dottore Costanzo Mazzoni, Roma, Tipografia Fratelli Pallotta, 1864
- Osservazioni di allacciatura delle arterie: ascellare, radiale e tibiale posteriore, Roma, Tipografia delle Belle Arti, 1853, pagine 32
- Tre operazioni chirurgiche: praticate ed esposte, Editore Tipografia Puccinelli alla Chiesa Nuova, 1849, 26 pagine
- Galeno chirurgo: Prolusione al corso di clinica chirurgica letta in Roma il 16 novembre 1874, Tipografia romana, 1874, 23 pagine
- Sopra una cisti-ovarica: Lezione clinica, 187?, 11 pagine
- Sul sarcoma: Lezione clinica, raccolta dall'Interno Fratelloni, Editore, C. Bartoli, 1874, 13 pagine
- Della fistola vescico-vaginale: Lezione clinica, raccolta dagli interni Ficarelli e Deluca, 187?, 15 pagine
- Due lettere sifilografichesulla causa di separazione di toro fra i conjugisignori Cesare Valentini e Rosa Catalucci dettate dal dott. Costanzo Mazzoni, Roma, Tipografia Fratelli Pallotta, 1862